# Filezio
Filezio (in greco antico: Φιλοίτιος) è un personaggio dell'Odissea. È il bovaro di Odisseo.

## Il personaggio
È un giovane e vigoroso guardiano del bestiame, preso ancora ragazzo da Odisseo stesso per accudire gli animali.
Filezio viene introdotto come personaggio nel canto XX, quello successivo al riconoscimento di Euriclea: egli si manifesta molto fedele nei confronti del padrone, del quale tesse una lode dopo aver visto il mendicante che era stato ospite di Eumeo, ossia Odisseo stesso. Nel canto successivo, il XXI, Odisseo prende in disparte Eumeo e Filezio e si svela loro facendo vedere la propria inequivocabile cicatrice. A questo punto, chiede a Filezio di chiudere tutte le porte che potrebbero permettere ai pretendenti la fuga e di rassicurare le ancelle, affinché esse non si spaventino per le grida e sentendole rimangano a lavorare. Filezio chiuderà le porte assieme ad Euriclea. Appare poi in varie azioni collettive nella mnesterofonia, sempre affiancato da Telemaco, Odisseo ed Eumeo, insieme ai quali si reca il successivo giorno da Laerte e intraprende un'azione militare contro i concittadini fomentati da Eupite, poi sedata nella pacificazione proposta ai contendenti da Atena.